# Seututie 747
Pour les articles homonymes, voir Route 747.
La route régionale 747 (finnois : Seututie 747) est une route régionale allant de Ytteresse à Pedersöre jusqu'à Kruunupyy en Finlande,,.

## Présentation
La seututie 747 est une route régionale d'Ostrobotnie.

## Parcours
- Pedersöre
  - Ytteresse
  - Bäckby
- Kruunupyy
  - Jöusen
  - Snåre
  - Kärranda